# Joe Choynski
Joseph "Joe" Bartlett Choynski, soprannominato "Chrysanthemum Joe" (San Francisco, 8 novembre 1868 – Cincinnati, 24 gennaio 1943), è stato un pugile statunitense.
La International Boxing Hall of Fame lo ha riconosciuto fra i più grandi pugili di ogni tempo.

## Gli inizi
Figlio di immigrati polacchi di religione ebraica che si erano stabiliti in California nel 1867, Choynski durante tutta la sua carriera non pesò mai più di 80 kg, ma sfidò regolarmente pesi massimi che lo sovrastavano fisicamente e che lo consideravano un pugile estremamente pericoloso, perché dotato di un pugno pesantissimo.
James J. Jeffries affermò di aver ricevuto da Choinski il pugno più potente della sua vita .
Il primo incontro registrato di Choynski risale al 1887. Lo perse contro James J. Corbett, che avrebbe incontrato, negli anni seguenti, altre tre volte.

## La carriera
Si batté contro i migliori massimi e mediomassimi della propria epoca, quali Tom Sharkey, Bob Fitzsimmons, George Godfrey, Marvin Hart, Philadelphia Jack O'Brien, Kid McCoy, che lo sconfisse nel 1900, come pure Barbados Joe Walcott.
Pur non avendo mai combattuto per il titolo dei massimi, si concesse il lusso di battere due futuri campioni del mondo, James J. Jeffries e Jack Johnson.